# 小行星4178
小行星4178（英語：4178 Mimeev）是一颗围绕太阳公转的小行星。1988年3月13日，埃莉諾·赫琳在帕洛马山发现了此天体。
这颗小行星的绝对星等为165.10003等。